# Emergency: Fighters for Life
Emergency: Fighters for Life – komputerowa strategiczna gra czasu rzeczywistego wyprodukowana przez studio Sixteen Tons Entertainment i wydana w 1998 roku przez TopWare Interactive. Jest to pierwsza część serii Emergency. Gracz kieruje w niej oddziałem ratunkowym przeznaczonym do zadań związanych z ratowaniem ludzkiego życia.
Gra spotkała się z mieszanymi ocenami krytyków, uzyskując według agregatora Metacritic średnią ocen 71%.

## Emergency Police
Dodatek wykorzystuje grafikę pochodzącą z Emergency. Emergency Police zawiera dodatkową jednostkę specjalną – dowództwo operacyjne. Zawiera 15 misji w tym odbijanie zakładników.